# Hoplitis carinata
Hoplitis carinata là một loài Hymenoptera trong họ Megachilidae. Loài này được Stanek mô tả khoa học năm 1969.